# Draaiorgel de Keistad
Draaiorgel de Keistad is een Nederlands straatorgel. Het orgel telt 62 toetsen, en stamt uit 1980.

## Levensloop
Het orgel werd in 1979 volgens het systeem van Limonaire door Anton Pluer in Bussum gebouwd. In de eerste jaren liep het orgel bij de familie van Doorn in Utrecht onder de naam Draaiorgel de Domstad. Daarna heeft het orgel ruim twaalf jaar lang stilgestaan en niet gespeeld.
Toen het orgel in 1995 naar Amersfoort kwam en de familie van Thuijl het orgel ging exploiteren, wijzigde men de naam in Draaiorgel de Keistad.
In 1999 schilderde Siebrand Wiersma uit Loppersum het huidige front.

## Songfestival
Het was oorspronkelijk de bedoeling dat De Keistad in 2010 naar het Eurovisiesongfestival in Oslo zou gaan. Daar zou het orgel op de achtergrond van het lied Ik ben verliefd (Sha-la-lie) van Sieneke Peeters spelen. Doordat dit orgel te zwaar zou voor het glazen podium, werd er een neporgel gebouwd en was dit te zien op het Eurovisiesongfestival. Dit neporgel bleef naderhand achter in Oslo.